# Seututie 573
Pour les articles homonymes, voir Route 573.
La route régionale 573 (finnois : Seututie 573) est une route régionale allant d'Outokumpu jusqu'à Kaavi en Finlande,,.

## Présentation
La seututie 573 est une route régionale de Savonie du Nord et de Carélie du Nord .

## Parcours
Outokumpu:
- Outokumpu
- Louhivaara

 Kaavi:
- Maarianvaara
- Rauvantaipale
- Luikonlahti
- Retunen
- Karsikkovaara
- Kaavin kirkonkylä